# Spánek

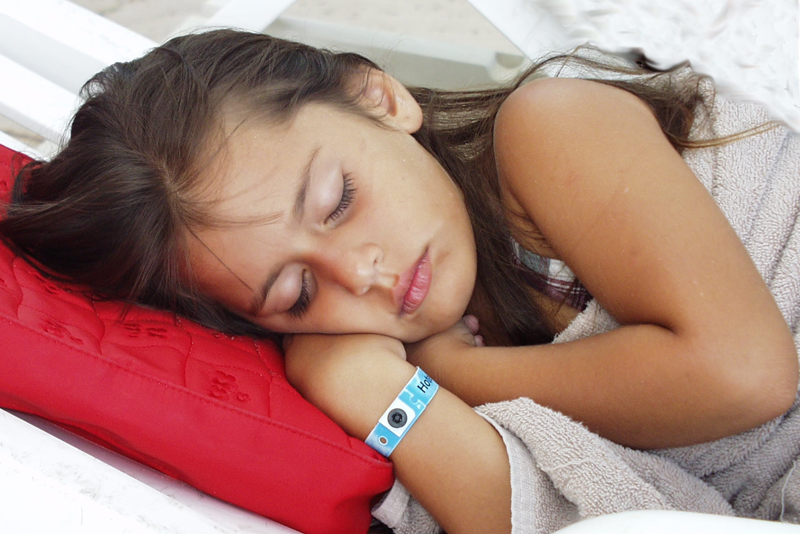
Spící dítě

Spánek je útlumově-relaxační fáze organismu, při níž dochází ke změně činnosti mozku doprovázené sníženou citlivostí na vnější podněty, ztrátou vědomí, je tedy považován za fyziologickou poruchu vědomí, dále mimo jiné dochází k uvolnění svalstva, po většinu doby jeho trvání je snížena tělesná teplota, dýchání se zpomaluje a krevní tlak se snižuje. Je to stav snížené mentální a motorické aktivity. Během spánku se lidem zdají sny, a to, jak se zjistilo cíleným buzením při výzkumu, i tehdy, když si po probuzení ani kousek snu nevybaví.[zdroj?]
V průběhu spánku se vyskytují časové úseky, kdy mozek, navzdory převážně útlumovému charakteru spánku, intenzivně pracuje. Spánek nám zabere přibližně třetinu života. Rušení nebo neumožnění spánku vede k potřebě spánku mimo obvyklou dobu a k psychickým potížím, od mírných až po velmi závažné. U pokusných zvířat se zjistilo, že dlouhodobější (dny až týdny) zamezení spánku vede ke smrti zvířete.
Délka spánku u člověka je individuální. Obecně se pro dospělé osoby uvádí 7–8 hodin, delší spánek může mít negativní dopady. Někteří lidé mají nicméně potřebu spánku odlišnou (kolísá od 4 až po 12 hodin spánku za den).[zdroj?] Lidé žijící tradičně a s minimálním vlivem civilizace spí průměrně 6,5 hodiny. V industriální společnosti pak spí déle. Člověk spí efektivněji a tak méně než příbuzní živočichové.

## Fyziologie spánku
Z vnějšího pohledu je spánek stav charakterizovaný:
- stereotypní polohou těla,
- minimálním pohybem,
- zvýšením prahu pro reakci na smyslové podněty
- sníženou tělesnou teplotou a produkcí tepla,
- relativně snadnou reverzibilitou – možností probuzení (na rozdíl od kómatu nebo hibernace).

Typická celková doba spánku za den se u jednotlivých druhů značně liší, od přibližně 2 hodin do 20 hodin. U lidí je to asi 6–9 hodin v závislosti na pohlaví, protože ženy přirozeně potřebují více spánku než muži.[zdroj?] Spánek u lidí a mnoha dalších savců je primárně přizpůsoben tmě, ale některé druhy savců spí během dne na světle (např. hlodavci). Celková doba spánku od narození rychle klesá, z 15–19 hodin při narození na 9–13 hodin ve věku 4 let a poté pomaleji na poměrně stabilních 6–9 hodin ve věku 20 let.[zdroj?] Krátké 3–4hodinové přestávky ve spánku u novorozenců jsou prokládány krátkými přestávkami na krmení a postupně jsou nahrazovány nepřetržitějším spánkem. Spánkové vzorce u dětí lze trénovat.  Ve věku 4 let je již spánek spojen v jedné dlouhé noční periodě, ale stále s několika kratšími usnutími během dne. Dospělí lidé zpravidla spí jednou denně. Výjimkou jsou například někteří vrcholoví sportovci, kteří spí dvakrát denně, aby tak podpořili celkovou regeneraci organismu. Ovšem od starověku do 17. století bylo spaní v noci nadvakrát (tedy jako u kojenců) běžné. Studie dokonce prokázaly, že delší spánek u basketbalistek má pozitivní vliv na přesnost, reakční dobu a rychlost běhu. Do této studie byly zařazeny vysokoškolské basketbalistky a v průběhu sedmi týdnů se jejich výkon zlepšil po 8,5 hodinách spánku.
Lidé spí v poloze vleže se zavřenýma očima. Nejlepší je spánek na boku. Bylo zjištěno, že člověk spící vsedě nikdy neupadne do nejhlubšího spánku a tudíž si dobře neodpočine. Někteří savci ovšem spí i s otevřenýma očima (např. dobytek), někteří vestoje (např. koně nebo sloni) a někteří visí za nohy dolů (např. netopýr nebo někteří papoušci). I nepohyblivost je relativní, například ryby plavou na místě, savci se během spánku periodicky pohybují a v případě některých poruch spánku u lidí je usnutí možné při chůzi nebo při hovoru.

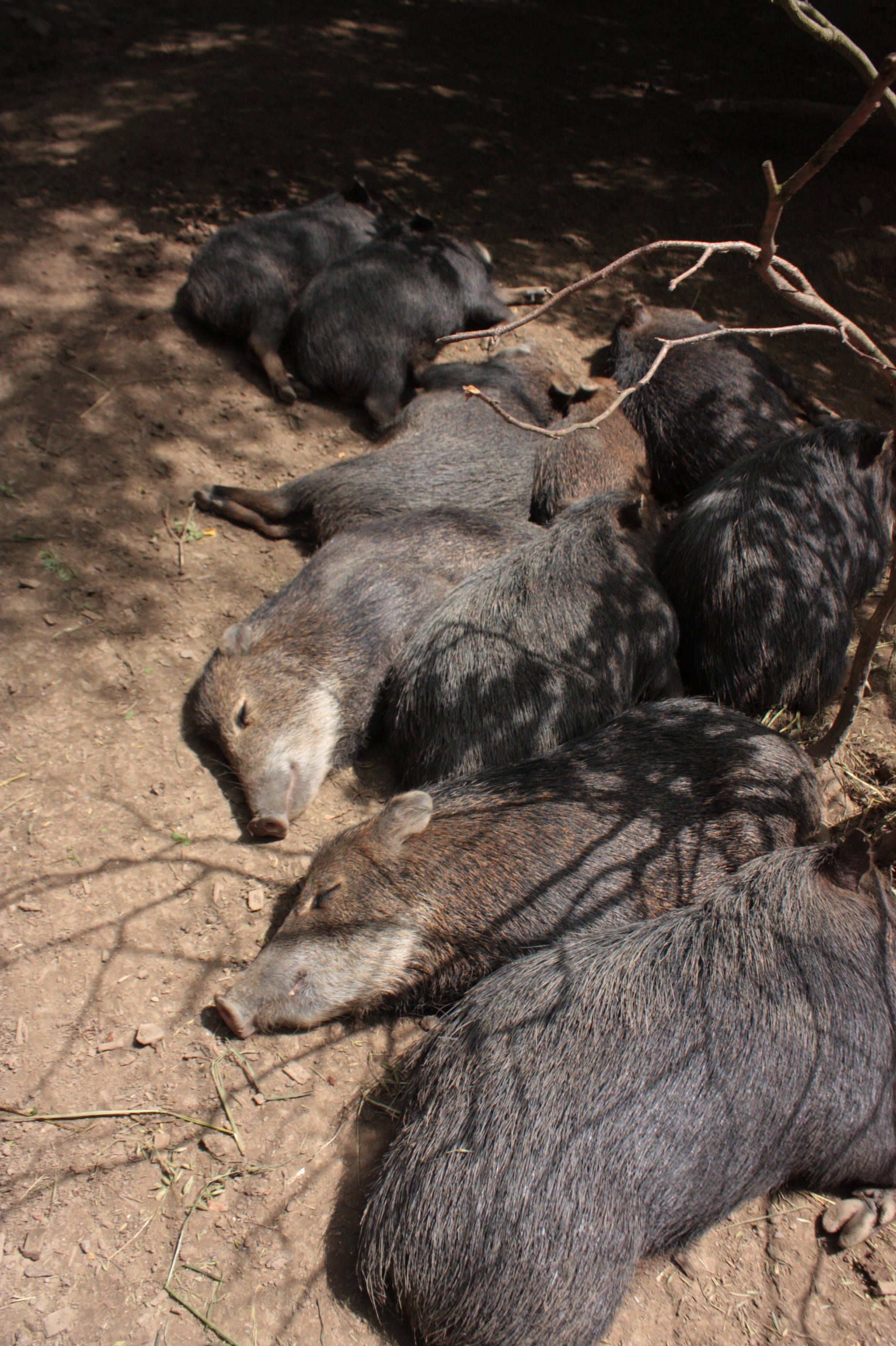
Spící pekari bělobradí v zoo během běžného odpoledního provozu.

### Fáze spánku
Spánek plazů, savců a ptáků probíhá ve dvou principálně odlišných režimech, ve fázi REM (z ang. rapid eye movement – rychlé oční pohyby) a NREM (non-REM – opak REM), ty se v průběhu spánku pravidelně střídají. Fáze NREM je charakterizována útlumem mozkové činnosti stejně jako tělesným klidem a uvolněním. Tato fáze se dělí na čtyři stádia podle hloubky spánku. Pro fázi REM je charakteristická intenzita mozkové činnosti přibližně na úrovni bdělého stavu, rychlé oční pohyby (pod zavřenými víčky), živé sny a ztráta svalového napětí téměř všech vůlí ovládaných svalů.
Spánek dospělého člověka obvykle začíná postupným střídáním stadií NREM od prvního do čtvrtého. Tento postup je občas přerušen tělesnými pohyby a částečným probuzením. Asi po 70–80 minutách se spící obvykle krátce vrací do třetího nebo druhého stadia a následuje první fáze REM, která trvá asi 5–10 minut. Délka celého cyklu, od začátku prvního stadia NREM až po ukončení první fáze REM je asi 90–110 minut. V typických případech se tento cyklus opakuje čtyřikrát až šestkrát za noc a v každém následujícím cyklu se třetí a čtvrté stadium NREM zkracuje, zatímco narůstá délka fáze REM.
Přesný průběh spánkového cyklu je u každého jedince odlišný a mění se i s věkem. U novorozenců tvoří fáze REM 50 % celkové doby spánku a v několika ohledech se výrazně liší od spánku dospělého jedince. Podíl spánku REM na celkové době spánku se rychle snižuje přibližně do věku 4 let, kdy tvoří okolo 20–25 % a zůstává v tomto množství po celý mladší věk dospělosti. Ve vyšším věku REM postupně klesá k 15–20 %. U mladých dospělých osob tvoří fáze REM 20–25 % celkového množství spánku, třetí a čtvrté stadium NREM asi 15–20 % a první stadium NREM asi 5 %. Největší část spánku probíhá ve druhém stadiu, a to okolo 50–60 %.

#### Usínání
Usínání (hypnagogium) je přechodný stav mezi bdělostí a spánkem. Přechod z bdělého do spánkového stavu probíhá vždy podobně, i když rozdílným tempem. Nejprve se objevují výrazné tělesné pohyby a změny polohy těla. Poté následuje prohloubené dýchání a pomalé zavírání očí. V tomto stadiu se občas objevují výrazné svalové křeče provázené škubnutím celého těla, které mohou vést ke krátkému přechodnému probuzení. Křeče jsou nejspíše vyvolávány motorickými impulsy z nižších mozkových center, což je projevem nervových procesů reagujících na přechody k další etapě spánku. Při usínání se postupně snižuje svalové napětí, krevní tlak i tepová frekvence. Během usínání má člověk sklon k těkavým myšlenkám a polosnům, snadno podléhá smyslovým klamům (například pád z kola), na které může zareagovat škubnutím těla a následným probuzením. Objevují se také specifické pseudohalucinace – pokud člověk vykonával nějakou zdlouhavou jednotvárnou činnost (psaní na stroji, zakládání listů, počítačová hra apod.), útržky této činnosti se mu stále míhají před očima.

##### Uspávání
| Neníť radno, spaní vynucovati, jako u dětí kolíbáním, čímž zpitomují (čehož lepší jest jich uspati zpěvem či ululati); anebo požíváním opije (maslai, das opium) kteráž jest zhustlá šťáva z makovin, máku snodárného, papaver somniferum), jížto i jindy s velikou jen opatrností a nikdy bez uznání lékařova užíti sluší (A. V. Hnojek 1853) |
| |

Uspáváním se k usnutí dopomáhá dětem; při tom byly tradičně používány ukolébavky, u větších dětí patřily k usínacímu rituálu předčítání nebo vyprávění pohádek.

#### NREM fáze spánku
V průběhu NREM spánku je aktivita neuronů celkově nízká, a to se odráží v nízké úrovni metabolizmu a nízké teplotě mozku. V této fázi dochází také k tělesné regeneraci, protože zjednává optimální podmínky pro syntézu základních proteinů.
Přechod z bdění do spánku NREM je charakteristický postupně se zpomalující frekvencí a prokazatelným záznamem elektroencefalografu. Podrobnější analýza průběhu EEG vln napovídá, že NREM fáze sestává ze čtyř stadií o různé hloubce spánku:
- 1. stadium: trvá pouze několik minut a je přechodem od bdění k začátku spánku. Vlny se stávají nepravidelnými a jejich amplituda se snižuje. V průběhu tohoto stádia lze zaznamenat pomalé valivé pohyby očí a EEG vlny s nízkou voltáží a smíšenou frekvencí. V tomto stadiu a v průběhu celé fáze NREM je patrná určitá aktivita kosterního svalstva, ale nikoliv rychlé pohyby očí, které jsou charakteristické pro REM fázi.
- 2. stadium: vyskytují se spánková vřeténka, jedná se o krátké úseky rytmických vln s frekvencí 12–16 Hz. Jejich amplituda v průběhu celého EEG náhle klesá a narůstá (K-komplex).
- 3. stadium: objevují se pomalé vlny o frekvenci 1–2 Hz, které se označují jako vlny delta, a představují asi 20–50 % všech vln. V této fázi už je člověka obtížné probudit např. hlukem, ale stále je možné jej vzbudit např. voláním jeho jména nebo dětským pláčem.
- 4. stadium: delta vlny tvoří více než 50 % všech vln, jedná se o velmi hluboký spánek. Stadia 3 a 4 se někdy nazývají u člověka hluboký NREM spánek nebo delta spánek.

#### REM fáze spánku
V průběhu REM stadia dochází k náhlému výskytu očních pohybů, jež trvají 10–20 sekund. V průběhu REM spánku je člověk téměř strnulý, ušetřen je pouze srdeční sval, bránice, okohybné svaly a hladké svalstvo. Při REM fázi začne člověk těžce a nepravidelně dýchat. Jeho srdeční frekvence se zvyšuje na hodnoty, které odpovídají bdělému stavu. Probudit člověka v REM fázi je obtížnější než v ostatních spánkových stadiích. Dochází k úbytku svalového napětí, což je patrné v uvolnění obličeje spícího. Změny průtoku krve vyvolávají u mužů erekci a u žen prokrvení vaginální oblasti. Autonomní nervový systém se projevuje značnými nepravidelnostmi v pulsu, dýchání a hodnotách krevního tlaku. Mozek má zvýšenou spotřebu kyslíku, což ukazuje na regenerativní funkci spánku pro centrální nervovou soustavu. Zjistilo se, že náhlé pohyby, kterými spící jedinec mění svou polohu, se objevují zpravidla těsně před nebo těsně po REM fázi spánku. V průběhu REM fáze probíhá velká většina snů. V této fázi spánku jsou sny výrazné až mimořádně živé a mívají bizarní a nelogický charakter. O REM fázi spánku je prokázáno, že je fyziologicky podstatou snové činnosti, a někdy bývá nazývána také D-stav (od anglického slova "dream" = sen).
Srovnáním spánku REM a NREM vedlo k tomu, že někteří vědci přestali REM stadium považovat za spánek a označují ho spíše za třetí stav existence mimo stav bdění a NREM spánku, někdy označovaný jako paradoxní spánek.
REM fáze (a tedy i sny) byla prokázána u všech druhů savců, nicméně u každého jinak dlouhá – nejdelší REM fázi má ptakopysk (57 % spánku), nejkratší delfín (2 % spánku). REM fázi mají také ptáci, v roce 2016 byla popsána u plaza agamy vousaté (Pogona vitticeps), což zvyšuje pravděpodobnost, že existence fází REM a NREM je evolučně poměrně stará a sahá až ke společnému předku celé skupiny Amniota před 312 miliony let.

#### Probouzení
Probouzení (hypnexagogium) je návrat ze spánku do stavu bdělosti. V mnohém se podobá fázi usínání, ale zpravidla probíhá mnohem rychleji. U někoho však může delší dobu přetrvávat stav podobný náměsíčnosti, člověk vykonává činnost, aniž by si to později pamatoval.
Někteří lidé se dokážou probudit každý den přesně v určenou hodinu, aniž by používali budík. Přesnost probuzení je u některých z nich obdivuhodná.

### Faktory ovlivňující spánek
Člověk rychleji usíná a pak lépe spí, pokud se 1 až 2 hodiny před spaním koupá či sprchuje v teplé vodě. Pokud ale před spaním cvičí, kvalita spánku se zhoršuje.
Kvalitu spánku zhoršují kofein, alkohol a nikotin.
Účinek kofeinu spočívá v tom, že se váže na adenosinové receptory. Navázáním na receptory typu A1 tak zabraňuje signalizovat potřebu spánku, navázáním na typ A2A snižuje vliv těchto receptorů na dopaminované receptory typu D2 spočívající v tom, že účinek dopaminu zeslabují.
Etanol narušuje spánkový cyklus a na začátku spánku omezuje REM fáze, které jsou o to intenzivnější v jeho závěru, což mívá za následek živější sny.

### Snění
Sen je prožitek zdánlivých smyslových vjemů (především zrakových), emocí a myšlenek vnímaných v průběhu spánku, které nejsou ovládány vůlí snícího člověka.
Převážná většina snů se odehrává v průběhu REM fáze spánku; když byli při pokusu dobrovolníci probuzeni v NREM fázi spánku, tak uvedli sny jen ve 20 %. Je prokázáno, že sny v NREM fázi jsou podstatně kratší, obsahují méně vizuálních prvků a zdaleka nejsou tak živé jako sny v REM fázi. Dobrovolníci uváděli, že při NREM fázi měli dojem, že spíše myslí, než sní. A to je zásadní rozdíl mezi sny z těchto fází. Je-li člověk probuzen v REM fázi, průměrně v 88 % potvrdí, že se mu právě zdál sen, a celkem bez problémů je tento sen schopný vyprávět. Toto vysoké procento dokazuje, že během REM fáze se skutečně zdají sny.
Perioda REM spánku se u zdravého člověka objevuje nejméně třikrát za noc, což znamená, že během jednoho roku bychom měli mít v průměru nejméně jeden tisíc snů. Valnou část z nich zapomeneme těsně po probuzení a pravděpodobně ještě větší část si vůbec neuvědomíme, jelikož se nám zdají během souvislého spaní v noci. Abychom měli alespoň nějakou naději, že si sen zapamatujeme, musíme se ze spánku probudit a chvíli zůstat vzhůru. Jelikož teprve bdělé vědomí může uložit vzpomínku na sen a uchovat paměťovou stopu. A právě proto si pamatujeme nejčastěji ranní sny. Vzpomínka na sen je velmi prchavá, což možná souvisí s jejími nelogickými kvalitami, které znesnadňují pamatování. Existují však sny, které si pamatujeme léta.

## Význam spánku
| Spaní to jest nesmírné dobrodiní Boží. Jím zotaví se tělo prací zemdlené; jím zmůže se i duše starostmi neb zármutkem sklíčená; v něm nalézá nešťastný aspoň na čas ulehčení trudu svého; ano lahodnými sny mní býti šťastným; a kdo spící mučen byl strašlivým snem: i zdaliž může potkati ho radost větší, leč když procitna znamená, že to byl pouhý sen; ze spaní se pokaždé jako z nova dostáváme na svět, jenž se nám tím týž a týž objevuje v nové, neomrzelé kráse. (A. V. Hnojek 1853) |
| |

Přestože, přinejmenším u vývojově pokročilých živočichů, je spánek nezbytný, dosud nebylo nalezeno jednoznačné vysvětlení jeho nepostradatelnosti. Kromě této neznámé klíčové funkce (případně funkcí) má spánek další organizmu prospěšné funkce. V současnosti existuje řada zjištění a domněnek vysvětlujících význam spánku, ale neví se, jestli některá z těchto možností je onou nezbytnou funkcí, a pokud ano, která. Spánek se vyskytuje nejen u savců a ptáků, ale také (v jednodušší podobě) u nižších forem živočichů např. plazů, ryb nebo hmyzu.
Mezi nejdiskutovanější hypotézy patří:
Odvádění metabolitů nervových buněkHromadění odpadních produktů v mozku pravděpodobně vede ke snížení jeho funkce. Spánek pak v klidovém stavu umožňuje jeho čištění. V mechanismu může hrát roli hematoencefalická bariéra a glymfatický systém.
Význam spánku pro kognitivní funkceFyziologické funkce člověka nejsou narušeny ani po několika dnech spánkové deprivace, zato evidentní je snížení intelektového výkonu. Spánek je tedy potřebný pro fungování psychických funkcí (myšlení, rozhodování, paměť, ale např. i zrak) tím, že odstraňuje jejich únavu vyvolanou bdělým stavem.
Konsolidace pamětiJe prokázán zásadní význam spánku pro učení a paměť, přesto ale spánek není pro učení naprosto nezbytný.
Úloha spánku při zrání nervového systémuJe i častá představa o tom, že spánek REM hraje významnou roli při zrání nervového systému. Z tohoto pohledu ale není jasné, proč se spánek REM uchovává i u dospělých jedinců.
Vyšší intenzita regenerace organizmuV průběhu spánku se zvyšuje úroveň anabolismu, a tím dochází k posílení růstových a ozdravných procesů tělesných systémů (např. imunitního nebo svalového), rovněž je podpořeno hojení ran.
Šetření energiíPředstava o tom, že spánek konzervuje energii, byla podpořena několika studiemi, které prokázaly zvýšený příjem jídla v průběhu spánkové deprivace. Nicméně metabolizmus ve spánku je snížen oproti bdění pouze o 15 %, a tak ztráta energie po probdělé noci může být nahrazena jen malou trochou jídla. Domněnce, že spánek je cenný pro úsporu energie, by odpovídal sklon ke dlouhému spánku malých savců s vysokou spotřebou energie (nezbytné pro termoregulaci) ale s omezenými zdroji potravy. Proti ní svědčí skutečnost, že hibernující (zimní spánek) savci musí několikrát hibernaci přerušit, aby se mohli vyspat, což obnáší zahřátí na normální tělesnou teplotu a tedy ztrátu energie ve srovnání s nepřerušovanou hibernací.
Množství různých teorií napovídá, že spánek by mohl mít buď mnoho funkcí (formulace některých z nich byly výše uvedeny), nebo že slouží jediné společné funkci, která dosud nebyla identifikována nebo všeobecně akceptována. Možná dosud neznámé buněčné funkci, která u mladých jedinců podporuje proces zrání, u malých živočichů regulaci teploty nebo u dospělého člověka vyšší duševní činnost.
Před využitím spánku k reklamě vědci varují.

## Délka spánku
| Věk                              | Délka spánku (počet hodin) |
| -------------------------------- | -------------------------- |
| Novorozenec (0 až 3 měsíce)      | 14–17                      |
| Kojenec (3 měsíce až 1 rok)      | 12–15                      |
| Batole (1 až 3 roky)             | 11–14                      |
| Předškolní věk (3 až 6 let)      | 10–13                      |
| Mladší školní věk (6 až 12 let)  | 9–11                       |
| Starší školní věk (12 až 18 let) | 8–10                       |
| Raná dospělost (18 až 25 let)    | 7–9                        |
| Dospělost (26 až 64 let)         | 7–9                        |
| Senioři (nad 65 let)             | 7–8                        |

Kratší či delší spánek než je optimum doprovází zvýšené zdravotní problémy jako je infarkt myokardu. Podle výzkumu z roku 2018 uskutečněného ve Spojených státech amerických na vzorku 250 000 respondentů vyšlo najevo, že 29,2 % respondentů stráví v posteli denně průměrně méně než 6 hodin.
Délka spánku závisí na ročním období a lidé potřebují více spát v zimě,  kdy je déle tma.
Některé výzkumy uvádí, že ženy a samice spí méně a fragmentovaně, a to patrně z evolučního důvodu starání se o potomstvo. Jiné naopak reportují u žen delší spánek než u mužů, v metaanalýze napříč 23 zeměmi u adolescentů například dívky spaly o 11 až 29 minut déle, zatímco ve starší meta-analýze seniorů zase ženy spaly nepatrně kratší dobu. V souhrnu jsou výsledky ohledně genderových rozdílů v délce spánku nekonkluzivní, na jeho délku má vliv příliš mnoho proměnných. 

## Spánková deprivace
Spánková deprivace je stav způsobený nedostatkem spánku. Mezi jiným má za následek ospalost, zhoršení soustředění a úsudku, v těžkých případech také např. halucinace nebo nesouvislé myšlení. Nedostatek spánku u dětí vede k impulsivnímu chování.

## Spánkový rytmus
Mezi lidmi existují rozdíly v úrovni ranní aktivity. Člověk aktivní po ránu se označuje jako ranní ptáče (též skřivan, angl. lark, morningness), zatímco člověk, jehož aktivita vzrůstá odpoledne a večer, se nazývá noční pták (též sova, z angl. owl, eveningness). Tyto rozdíly nejsou pouze subjektivní. Srovnávací studie těchto dvou typů vedly k závěru, že se liší v několika důležitých momentech. Například ranní ptáčata mají větší produkci adrenalinu než noční ptáci, což se u nich projevuje celkovou aktivační úrovní. Vrcholu své tělesné teploty dosahují během dne o něco dřív než noční ptáci. Tyto rozdíly v aktivitě a tělesných stavech mohou výrazně ovlivňovat chování i výkonnost. V ranních hodinách se zvyšuje tělesná teplota, produkce hormonů a celková aktivita. Dlouhý dopolední spánek vede k útlumu metabolických procesů. Po probuzení je člověk celý zbytek dne utlumený a omámený. Noční ptáci více kouří a pijí alkohol, mají menší sebekontrolu, zatímco ranní ptáčata jsou více spokojená se životem. Deprese jsou pak častější u nočních ptáků. Ranní ptáčata pak v průměru žijí déle. Děti jsou zpočátku přirozeně ranní ptáčata a dospíváním se z některých stávají sovy. Zdravější je i jíst dříve během dne. Ti, co jdou dříve spát, jsou druhý den aktivnější.
Neandrtálec patrně vstával brzy, protože se přirozeně přizpůsobil životu pro větší zeměpisné šířky jakými je i Evropa.

## Výzkum
Výzkum spánku byl zahájen ve třicátých letech 20. století. Loomis, Harvey, Hobart v r. 1937, nalezli citlivé techniky pro měření hloubky spánku a pro stanovení stadií, v nichž se vyskytují sny. Výzkum spánku pracuje s přístroji zaznamenávajícími elektrické změny na pokožce hlavy, které souvisejí se spontánní mozkovou aktivitou během spánku a s očními pohyby při snění. Grafický záznam těchto elektrických změn čili mozkových vln se nazývá elektroencefalogram, zkráceně EEG. Měří se měnící se průměrný elektrický potenciál tisíců neuronů na povrchu mozkové kůry.
V pozdější době dospěli Dale Edgar a William Dement, přední odborníci na výzkum spánku, k modelu protikladného procesu spánku a bdění. Podle této teorie se v mozku odehrávají dva protikladné procesy. První z nich se nazývá pud homeostatického spánku (fyziologický proces, jehož účelem je zajistit takové množství spánku, aby byl bdělý stav přes den stálý) a druhý proces bdění řízený časem (podléhá kontrole biologických hodin sestávajících ze dvou drobných neurálních struktur ve střední části mozku). Biologické hodiny řídí řadu duševních a fyziologických změn včetně rytmu bdění, tzv. cirkadiánního rytmu, který se opakuje přibližně každých čtyřiadvacet hodin. Biologické hodiny podléhají vlivu působení světla. Denní světlo totiž zastavuje sekreci hormonu melatoninu, což je hormon navozující spánek. Světlo je například používáno k mučivému bránění spánku. V průměru se v noci tvoří 10x více melatoninu než přes den. Jako sekundární meziprodukt melatoninu je serotonin. Ovšem i rodiče nevhodně používají světlo při usínání dětí. Samotné „modré světlo“ z displeje ale nemá prokázaný vliv na usínání.
Optimální teplota v místnosti určená pro spánek se pohybuje od 32 °C (nahý člověk) až k 16 °C (pyžamo a přikrývka).
Je také možné že spí jen jedna polovina mozku, přičemž může být jedno oko otevřené (nedochází k REM fázi).

## Poruchy spánku
Poruchami spánku se zabývá hypnopatologie.

### Pásmová nemoc
Posun normálních tělesných rytmů způsobený lety na dlouhé vzdálenosti, při kterých jsou překonávána časová pásma. Normální spánkový režim je narušen, postižený spí přes den a je čilý v noci. Mezi další příznaky patří únava a snížení duševních schopností. Přizpůsobení novému rytmu trvá několik dní.

### Dyssomnie
Souhrnné označení pro poruchy, které se týkají množství, kvality nebo časování spánku.

#### Insomnie
Nespavost (insomnie) patří k velmi častým zdravotním problémům současné populace. Způsobuje, že jedinec nemůže usnout nebo se ve spánku často probouzí. Příčinou bývá stres, nepřiměřená míra pohybu, bolesti a nesprávné užívání léků. Nespavost může být doprovodným symptomem tělesných nebo duševních poruch, ale stejně tak můžeme hovořit o nespavosti jako o primárním onemocnění.

#### Hypersomnie
Hypersomnie (zvýšená spavost) je patologicky zvýšená spavost. Jedinec spí denně 12 hodin i více a často upadá do spánku i během dne. Jedním z typů hypersomnie je narkolepsie, při níž postižený usíná i uprostřed činnosti.

### Parasomnie
Parasomnie je souhrnné označení pro nepřirozené stavy, které doprovázejí spánek nebo jsou na něj vázány – objevují se v jeho průběhu nebo při probuzení.

#### Noční můra
„Noční můry“ jsou děsivé, živé sny během REM spánku. Po probuzení si postižený noční můru jasně pamatuje. Vyskytují se obvykle u dětí a dospělých, kteří prožili nějaké trauma. Závažným, ale poměrně vzácným typem noční můry je REM spánková porucha chování (RBD), při níž spící nemá během REM fáze ochablé kosterní svalstvo, takže během spánku „zápasí" se svou noční můrou a může tak zranit sebe nebo spolunocležníka.

#### Noční děs
„Noční děs“ (pavor nocturnus) je krátký děsivý sen, který postihuje spícího během NREM spánku. Z toho důvodu jej zřídkakdy probudí. Po probuzení upadá člověk ihned znovu do spánku, takže si děsivý sen ráno nepamatuje.

#### Somnambulismus
Somnambulismus (česky náměsíčnost) je spánková porucha, při níž postižený během spánku vstane z postele a prochází se. Někdy může vykonávat i poměrně složité činnosti, například odeslat SMS zprávu. K náměsíčnosti zpravidla dochází během NREM spánku.

#### Mluvení ze spaní
Mluvení ze spaní (somnilokvie) je podobně jako u náměsíčnosti aktivita během spánku, v tomto případě se projevuje mluvením, výkřiky, zpíváním atd. Rovněž je běžnější v NREM spánku.

#### Bruxismus
Skřípání zubů se často vyskytuje u dětí, ale výjimkou nejsou ani dospělí. Hlavní spouštěči bruxismu jsou stres, hněv, potlačovaná frustrace nebo úzkost. Většina lidí netuší, že si brousí zuby, pokud nejsou upozorněni spolunocležníky nebo zubařem. 

## Spánek v mytologii
Řeckým bohem spánku byl Hypnos, který byl bratrem Thanata, boha smrti, a Oneiroi, snů. Římským bohem spánku byl Somnus.